# Zwartkeelmangrovezanger
De zwartkeelmangrovezanger (Gerygone palpebrosa) is een zangvogel uit de familie Acanthizidae (Australische zangers).

## Verspreiding en leefgebied
Deze soort komt voor in Nieuw-Guinea en Australië en telt vijf ondersoorten:
- G. p. palpebrosa: Raja Ampat-eilanden, Aru-eilanden en van noordwestelijk Nieuw-Guinea tot de zuidoostelijke laaglanden.
- G. p. wahnesi: Japen en noordelijk Nieuw-Guinea.
- G. p. tarara: Trans Fly (zuidelijk-centraal Nieuw-Guinea)
- G. p. personata: Kaap York (noordoostelijk Australië).
- G. p. flavida: oostelijk Australië.

## Status
De grootte van de populatie is niet gekwantificeerd maar de soort wordt omschreven als plaatselijk vrij algemeen. Op de Rode lijst van de IUCN heeft deze soort de status niet bedreigd.